# Эрвинг (тауншип, Миннесота)
Эрвинг (англ. Irving) — тауншип в округе Кандийохай, Миннесота, США. На 2000 год его население составило 787 человек.

## География
По данным Бюро переписи населения США площадь тауншипа составляет 93,6 км², из которых 85,0 км² занимает суша, а 8,6 км² — вода (9,19 %).

## Демография
По данным переписи населения 2000 года здесь находились 787 человек, 310 домохозяйств и 243 семьи.  Плотность населения —  9,3 чел./км².  На территории тауншипа расположено 559 построек со средней плотностью 6,6 построек на один квадратный километр. Расовый состав населения: 98,60 % белых, 0,38 % афроамериканцев, 0,51 % азиатов, 0,13 % — других рас США и 0,38 % приходится на две или более других рас. Испанцы или латиноамериканцы любой расы составляли 0,13 % от популяции тауншипа.
Из 310 домохозяйств в 28,7 % воспитывались дети до 18 лет, в 72,6 % проживали супружеские пары, в 1,9 % проживали незамужние женщины и в 21,3 % домохозяйств проживали несемейные люди. 17,7 % домохозяйств состояли из одного человека, при том 5,5 % из — одиноких пожилых людей старше 65 лет. Средний размер домохозяйства — 2,54, а семьи — 2,86 человека.
23,5 % населения — младше 18 лет, 6,2 % — в возрасте от 18 до 24 лет, 23,9 % — от 25 до 44, 27,3 % — от 45 до 64, и 19,1 % — старше 65 лет. Средний возраст — 43 года. На каждые 100 женщин приходилось 112,7 мужчин.  На каждые 100 женщин старше 18 приходилось 109,0 мужчин.
Средний годовой доход домохозяйства составлял 47 188 долларов, а средний годовой доход семьи —  55 781 доллар. Средний доход мужчин —  35 313  долларов, в то время как у женщин — 23 393. Доход на душу населения составил 21 715 долларов. За чертой бедности находились 5,4 % семей и 7,7 % всего населения тауншипа, из которых 13,9 % младше 18 и 2,1 % старше 65 лет.